# Монталето-индустријска зона (Равена)
Монталето-индустријска зона је насеље у Италији у округу Равена, региону Емилија-Ромања.
Према процени из 2011. у насељу је живело 31 становника. Насеље се налази на надморској висини од 2 м.